# A Dal 2020
La nona edizione di A Dal si è tenuta dal 1º febbraio al 7 marzo 2020 presso lo Studio 1 di MTVA a Budapest, in Ungheria e ha selezionato il brano vincitore del Petőfi Music Award alla Miglior canzone.
A differenza delle edizioni precedenti, questa non ha decretato il rappresentante ungherese all'Eurovision Song Contest, in quanto il paese ha annunciato il ritiro dalla manifestazione.
I vincitori sono stati Gergő Rácz & Reni Orsovai con Mostantól.

## Organizzazione
L'ente ungherese Médiaszolgáltatás-támogató és Vagyonkezelő Alap (MTVA) ha confermato che questa edizione del festival non sarà utilizzato per la selezione del rappresentante nazionale per l'Eurovision Song Contest 2020, per concentrarsi sul supportare la scena musicale pop ungherese. I candidanti hanno avuto la possibilità di presentare i propri brani entro il 30 novembre.
Successivamente una giuria ha selezionato, tra le 559 proposte, i 30 brani partecipanti.
Il 18 dicembre 2019 durante una conferenza stampa l'ente ha annunciato il nuovo logo, la scritta è stata rivisitata in stile anni '80, con note musicali presenti nelle spaziature delle lettere.

### Format
La selezione si è suddivisa in: 3 quarti di finale da 10 partecipanti ciascuno, che hanno promosso 6 cantanti a testa, 2 semifinali da 9 partecipanti, che hanno selezionato gli 8 finalisti, e una finale. La finale è stata a sua volta suddivisa in un primo round, nel quale sono stati decretati i primi 4 classificati, e un secondo nel quale il pubblico ha decretato il vincitore.

#### Sistema di voto
Nei quarti di finale la giuria, composta da 4 membri, e il televoto hanno selezionato i 6 artisti che accedono alle semifinali. Nelle semifinali invece giuria e televoto hanno promosso i 4 finalisti ad accedere alla serata finale.
In finale i giurati, al termine delle esibizioni, hanno assegnato 4, 6, 8 e 10 punti ad ogni canzone, decretando i primi 4 classificati che sono avanzati al secondo round, nel quale il pubblico, tramite SMS, app ufficiale e sito dell'evento, ha proclamato il vincitore.

#### Giuria
La giuria per l'A Dal 2020 è composta da:
- Bence Apáti, ballerino;
- Feró Nagy, cantante e attore;
- Barna Pély, musicista;
- Lilla Vincze, cantante e paroliera.

## Partecipanti
La lista dei 30 partecipanti è stata annunciata il 17 dicembre 2019.
| Artista                          | Brano                        | Autori                                                                                                |
| -------------------------------- | ---------------------------- | --- |
| Attila Kökény                    | Búcsúznom kell               | Lajos Havas                                                                                           |
| Bogi Nagy                        | Maradok                      | Caramel Molnár Ferenc                                                                                 |
| Dániel Molnár                    | Ábránd                       | Tamás Horvát, Dániel Molnár                                                                           |
| Denés Pál                        | Tudom (Készen állsz)         | Denés Pál                                                                                             |
| Diana                            | Menedék                      | Viktor Rakonczai, Mátyás Szepesi                                                                      |
| Fatal Error                      | Néma                         | Mihály Balázs, Bence Joós, Botond Kornyik, Dávid Rónai, Zsolt Rimóczi                                 |
| Gábor "Biga" Heincz              | Máshol járunk                | Gábor "Biga" Heincz, Mátyás Szepesi                                                                   |
| Gergő Rácz & Reni Orsovai        | Mostantól                    | Máté Bella, Gergő Rácz, Szabolcs Hujber                                                               |
| HolyChicks                       | Pillangóhatás                | Éva Hunyadkürti, Krisztina Lahucski, Zsuzsa Seprenyi, Vivien Tiszai                                   |
| Horus x Marcus feat. Bori Fekete | Tiszavirág                   | Norbert Kovács, Teodóra Nagy, Bori Fekete                                                             |
| Kati Wolf                        | Próbáld még                  | Péter Krajczár, Katalin Wolf, Eszter Major                                                            |
| Kies                             | Az egyetlen                  | Milán Kiss, Gergely Kovács, Ádám Szűcs, Ferenc Kaldenekker                                            |
| Konyha                           | Csak szavak                  | Konyha                                                                                                |
| Márk Ember                       | Tovább                       | Márk Tibor Ember                                                                                      |
| MDC                              | Más világ                    | Miklós Bátori, Örs Lukács Siklósi                                                                     |
| Mocsok 1 Kölykök                 | Szerelem                     | Ádám Csekő, Tamás Pulius, Ádám Horváth, Kristóf Molnár                                                |
| Muriel                           | Kávés                        | Bence Jobbágy, Adrián Méhes                                                                           |
| NÁGI                             | Freedom - Felszállok a gépre | Brigitta Nagy, Kata Kozma, Áron Sebestyén, Attila Krausz                                              |
| Nene                             | Későre Jár                   | Evelyn Boda, Péter Ferncz, József Markosi, Szabolcs Balázs Varga, Milán Vörös, Renáta Katalin Orsovai |
| Nikolas Takács                   | Csendbeszéd                  | Gábor Heincz, Mátyás Szepesi                                                                          |
| Olivér Berkes                    | Visszakér a múlt             | Zsolt Szepesi, Olivér Berkes, Szabolcs Hujber                                                         |
| Patatikadomb                     | Rólad                        | Gábor Dobos, Attila Pap, Dániel Somogyvári, Gyula Újvári                                              |
| Szabolcs Varga                   | Pillanat                     | Norbert Szűcs, Szabolcs Varga                                                                         |
| Talk2night                       | Veled minden                 | Emil Wagner, Máté Bartók, Bence András Vavra, János Kosztyu                                           |
| Timi Arany                       | Hurrikán                     | Timea Arany, Krisztina Juhász                                                                         |
| Tortuga                          | Mámor tér 3.                 | Sándor Dömötör, Ákos Kerle, Milán Tomku, Ábel Bendegúz Hegyi                                          |
| Turbo                            | Iránytű                      | Jávor Jávorov Delov, Gábor Ruthner, György Szatmári, Balázs Tanka, Dávid Vigh                         |
| Ya Ou Feng                       | Légy valaki másnak           | Péter Ferencz, Ya Ou Feng                                                                             |
| Zaporozsec                       | Találj rám                   | Bence Varga                                                                                           |
| Zsóka Kóbor & Patrik Polgár      | Valamiért                    | Patrik Polgár                                                                                         |

## Quarti di finale

### Primo quarto
Il primo quarto di finale si è tenuta il 1º febbraio 2020 e vi hanno preso parte i primi 10 partecipanti. 
Si sono qualificati per le semifinali: Szabolcs Varga con Pillanat, Horus X Marcus ft. Bori Fekete con Tiszavirág, HolyChicks con Pillangóhatás, Bogi Nagy con Maradok, Dénes Pál con Tudom (Készen állsz) e Fatal Error con Néma.
| #  | Artista                          | Brano                | Punteggio | Punteggio | Punteggio | Punteggio | Punteggio | Punteggio |
| #  | Artista                          | Brano                | B. Apáti  | L. Vincze | F. Nagy   | B. Pély   | Televoto  | Totale    |
| -- | -------------------------------- | -------------------- | --------- | --------- | --------- | --------- | --------- | --------- |
| 1  | Talk2Night                       | Veled minden         | 8         | 8         | 8         | 8         | 0         | 32        |
| 2  | Szabolcs Varga                   | Pillanat             | 9         | 8         | 8         | 7         | 15        | 47        |
| 3  | Horus X Marcus feat. Bori Fekete | Tiszavirág           | 8         | 7         | 9         | 7         | 35        | 66        |
| 4  | Ya Ou Feng                       | Légy valaki másnak   | 8         | 8         | 7         | 9         | 10        | 42        |
| 5  | HolyChicks                       | Pillangóhatás        | 7         | 7         | 7         | 7         | 20        | 48        |
| 6  | Muriel                           | Kávés                | 9         | 10        | 6         | 9         | 5         | 39        |
| 7  | Bogi Nagy                        | Maradok              | 8         | 8         | 9         | 9         | 25        | 59        |
| 8  | Zaporozsec                       | Találj rám           | 7         | 7         | 5         | 5         | 0         | 24        |
| 9  | Denés Pál                        | Tudom (Készen állsz) | 8         | 9         | 6         | 10        | 30        | 63        |
| 10 | Fatal Error                      | Néma                 | 9         | 10        | 9         | 10        | 40        | 78        |

### Secondo quarto
Il secondo quarto di finale si è tenuto l'8 febbraio 2020 con la partecipazione della seconda tranche di artisti.
Si sono qualificati per le semifinali: NÁGI con Freedom - Felszállok a gépre, Kies con Az egyetlen, Nikolas Takács con Csendbeszéd, Kati Wolf con Próbáld meg e Dániel Molnár con Ábránd. Passano inoltre alle semifinale anche i Nene con Későre jár che hanno ottenuto il punteggio massimo da parte dei giudici.
| #  | Artista          | Brano                        | Punteggio | Punteggio | Punteggio | Punteggio | Punteggio | Punteggio |
| #  | Artista          | Brano                        | B. Apáti  | L. Vincze | F. Nagy   | B. Pély   | Televoto  | Totale    |
| -- | ---------------- | ---------------------------- | --------- | --------- | --------- | --------- | --------- | --------- |
| 1  | Konyha           | Csak szavak                  | 8         | 8         | 8         | 9         | 0         | 33        |
| 2  | NÁGI             | Freedom - Felszállok a gépre | 7         | 7         | 7         | 8         | 16        | 45        |
| 3  | Kies             | Az egyetlen                  | 9         | 8         | 9         | 9         | 40        | 75        |
| 4  | Timi Arany       | Hurrikán                     | 7         | 7         | 6         | 8         | 0         | 28        |
| 5  | Patatikadomb     | Rólad                        | 7         | 8         | 7         | 7         | 0         | 29        |
| 6  | Nikolas Takács   | Csendbeszéd                  | 9         | 8         | 8         | 9         | 28        | 62        |
| 7  | Kati Wolf        | Próbáld meg                  | 9         | 9         | 9         | 9         | 22        | 58        |
| 8  | Mocsok 1 Kölykök | Szerelem                     | 8         | 8         | 8         | 9         | 10        | 43        |
| 9  | Nene             | Későre jár                   | 10        | 10        | 10        | 10        | -         | 40        |
| 10 | Dániel Molnár    | Ábránd                       | 8         | 9         | 8         | 8         | 34        | 67        |

### Terzo quarto
Il terzo e ultimo quarto di finale si è tenuto il 15 febbraio 2020 e ha visto la partecipazione degli ultimi 10 artisti.
Si sono qualificati per le semifinali: Turbo con Iránytű, Zsóka Kóbor & Patrik Polgár con Valamiért, Tortuga con Mámor tér 3., Attila Kökény con Búcsúznom kell, Márk Ember con Tovább e Gergő Rácz & Reni Orsovai con Mostantól.
| #  | Artista                     | Brano            | Punteggio | Punteggio | Punteggio | Punteggio | Punteggio | Punteggio |
| #  | Artista                     | Brano            | B. Apáti  | L. Vincze | F. Nagy   | B. Pély   | Televoto  | Totale    |
| -- | --------------------------- | ---------------- | --------- | --------- | --------- | --------- | --------- | --------- |
| 1  | Turbo                       | Iránytű          | 9         | 9         | 10        | 10        | 25        | 63        |
| 2  | Diana                       | Menedék          | 7         | 7         | 5         | 5         | 0         | 24        |
| 3  | Oliver Berkés               | Visszakér a múlt | 7         | 8         | 6         | 7         | 15        | 44        |
| 4  | Zsóka Kóbor & Patrik Polgár | Valamiért        | 9         | 7         | 7         | 6         | 20        | 49        |
| 5  | Tortuga                     | Mámor tér 3.     | 8         | 9         | 9         | 9         | 35        | 70        |
| 6  | Attila Kökény               | Búcsúznom kell   | 9         | 8         | 9         | 8         | 10        | 44        |
| 7  | Márk Ember                  | Tovább           | 7         | 8         | 6         | 7         | 30        | 58        |
| 8  | MDC                         | Más világ        | 7         | 7         | 8         | 7         | 0         | 29        |
| 9  | Gábor "Biga" Heincz         | Máshol járunk    | 7         | 8         | 7         | 8         | 5         | 35        |
| 10 | Gergő Rácz & Reni Orsovai   | Mostantól        | 10        | 10        | 9         | 9         | 40        | 78        |

## Semifinali

### Prima semifinale
La prima semifinale si è tenuta il 22 febbraio 2020 a partire dalle 19:30 (UTC+1) e ha visto competere i primi 9 artisti qualificati dai quarti.
| # | Artista                          | Brano                        | Punteggio | Punteggio | Punteggio | Punteggio | Punteggio | Punteggio |
| # | Artista                          | Brano                        | B. Apáti  | L. Vincze | F. Nagy   | B. Pély   | Televoto  | Totale    |
| - | -------------------------------- | ---------------------------- | --------- | --------- | --------- | --------- | --------- | --------- |
| 1 | Fatal Error                      | Néma                         | 9         | 9         | 9         | 9         | 33        | 69        |
| 2 | Bogi Nagy                        | Maradok                      | 8         | 9         | 9         | 9         | 19        | 54        |
| 3 | Horus X Marcus feat. Bori Fekete | Tiszavirág                   | 8         | 7         | 8         | 6         | 12        | 41        |
| 4 | Holychicks                       | Pillangóhatás                | 6         | 6         | 7         | 7         | 0         | 26        |
| 5 | Szabolcs Varga                   | Pillanat                     | 8         | 7         | 8         | 7         | 0         | 30        |
| 6 | Gergő Rácz & Reni Orsovai        | Mostantól                    | 10        | 10        | 10        | 9         | -         | 39        |
| 7 | Tortuga                          | Mámor tér 3                  | 7         | 8         | 7         | 9         | 40        | 71        |
| 8 | NÁGI                             | Freedom - Felszállok a gépre | 7         | 8         | 7         | 8         | 5         | 35        |
| 9 | Nikolas Takács                   | Csendbeszéd                  | 9         | 8         | 7         | 10        | 26        | 60        |

### Seconda semifinale
La seconda semifinale si è tenuta il 29 febbraio 2020 a partire dalle 19:30 (UTC+1) e vi hanno preso parte gli ultimi 9 partecipanti.
| # | Artista                     | Brano                | Punteggio | Punteggio | Punteggio | Punteggio | Punteggio | Punteggio |
| # | Artista                     | Brano                | B. Apáti  | L. Vincze | F. Nagy   | B. Pély   | Televoto  | Totale    |
| - | --------------------------- | -------------------- | --------- | --------- | --------- | --------- | --------- | --------- |
| 1 | Kati Wolf                   | Próbáld még          | 9         | 9         | 9         | 9         | 0         | 36        |
| 2 | Dániel Molnár               | Ábránd               | 8         | 8         | 8         | 7         | 5         | 36        |
| 3 | Kies                        | Az egyetlen          | 6         | 7         | 7         | 6         | 0         | 26        |
| 4 | Zsóka Kóbor & Patrik Polgár | Valamiért            | 9         | 6         | 6         | 6         | 33        | 60        |
| 5 | Nene                        | Későre jár           | 9         | 9         | 8         | 8         | 36        | 60        |
| 6 | Denés Pál                   | Tudom (Készen állsz) | 8         | 9         | 7         | 9         | 12        | 45        |
| 7 | Turbo                       | Iránytű              | 10        | 9         | 10        | 10        | -         | 39        |
| 8 | Márk Ember                  | Tovább               | 8         | 8         | 8         | 8         | 40        | 72        |
| 9 | Attila Kökény               | Búcsúznom kell       | 9         | 8         | 9         | 9         | 19        | 54        |

## Finale
La finale si è tenuta il 7 marzo 2020 a partire dalle 19:30 (UTC+1) e ha visto competere gli 8 finalisti qualificati dalle semifinali.
Il primo round di voti, assegnati unicamente dalla giuria, ha promosso per il secondo round Gergő Rácz & Reni Orsovai con Mostantól, Márk Ember con Tovább, Turbo con Iránytű e i Nene con Későre jár. Nel secondo round, che ha previsto solo l'utilizzo del televoto, ha decretato Gergő Rácz & Reni Orsovai con Mostantól vincitori del festival.
- Top 4
- Vincitore

| # | Artista                     | Brano       | Punteggio | Punteggio | Punteggio | Punteggio | Punteggio | Punteggio |
| # | Artista                     | Brano       | B. Apáti  | L. Vincze | F. Nagy   | B. Pély   | Totale    |           |
| - | --------------------------- | ----------- | --------- | --------- | --------- | --------- | --------- | --------- |
| 1 | Fatal Error                 | Néma        | 4         | 8         | -         | -         | 12        |           |
| 2 | Gergő Rácz & Reni Orsovai   | Mostantól   | 8         | 6         | 8         | 10        | 32        |           |
| 3 | Márk Ember                  | Tovább      | -         | -         | 6         | 8         | 14        |           |
| 4 | Turbo                       | Iránytű     | 6         | 10        | 10        | 4         | 30        |           |
| 5 | Nikolas Takács              | Csendbeszéd | -         | -         | 4         | -         | 4         |           |
| 6 | Tortuga                     | Mámor tér 3 | -         | -         | -         | -         | 0         |           |
| 7 | Zsóka Kóbor & Patrik Polgár | Valamiért   | -         | -         | -         | -         | 0         |           |
| 8 | Nene                        | Későre jár  | 10        | 4         | -         | 6         | 20        |           |